# Alessandro Ludovico
Alessandro Ludovico és un artista, crític de mitjans de comunicació i editor anglès. Des de l'any 1993, editor en cap de la revista Neural. Va cursar el doctorat de Filologia Anglesa i Periodisme a la Universitat Anglia Ruskin de Cambridge (Regne Unit). Ha publicat i editat diversos llibres i ha impartit conferències arreu del món. És un dels fundadors de Mag.Net (una associació d'editors culturals en format electrònic). També ha fet d'assessor del Projecte Documenta 12 Magazine. És professor associat a la Universitat OCAD de Toronto i fa classes a l'Acadèmia d'Art de Carrara i a la NABA de Milà. És un dels autors de la trilogia d'obres d'art Hacking Monopolism (Google Will Eat Itself) (‘Google es devorarà a si mateix’), Amazon Noir, Face to Facebook (‘De cara al Facebook’)).